# 柏田真一郎
柏田 真一郎（かしわだ しんいちろう）は、日本のアニメプロデューサー。アニプレックス企画制作第１グループ副本部長兼スクリプトルーム室長。元株式会社A-1 Pictures代表取締役社長。

## 経歴
J.C.STAFFに所属し、2002年の『あずまんが大王』第3話「ゆかりとにゃも」にて初の制作進行を務め、2006年のOVA『スカイガールズ』にて初のアニメーションプロデューサーを務める。
2009年 - 2010年放送の『とある科学の超電磁砲』をもってJ.C.STAFFを退職し、2010年にアニプレックスへと入社。同年の『咎狗の血』よりアソシエイトプロデューサーを務め、2012年の『Aチャンネル+smile』にて初のプロデューサーを務める。
2014年にプロデュースした『ソードアート・オンライン』が記録的なヒットを収めたことで注目を集め、2018年にアニプレックスの子会社であるA-1 Picturesの代表取締役社長に就任。2022年にA-1 Picturesを離れ、アニプレックスに帰任する。
A-1 Pictures代表取締役社長就任以後は基本的に制作統括としてクレジットされており、『リコリス・リコイル』や『Engage Kiss』など、就任以前に立ち上げた企画が放送されている。

## 作品一覧
2002年
- あずまんが大王 - 制作進行（3,8,14,20,24話）

2003年
- ななか6/17 - 制作進行（1,5,8,12話）、設定制作（9話）

2005年
- ハチミツとクローバー - 制作進行（1,7話）
- 極上生徒会 - 制作進行（26話）
- LOVELESS - 制作担当（エンディング）
- かりん - 制作担当（エンディング）

2006年
- ゴーストハント - 制作担当（エンディング）
- ゼロの使い魔 - 制作担当
- スカイガールズ - アニメーション制作プロデューサー

2008年
- 隠の王 - アニメーション制作プロデューサー
- シゴフミ - アニメーション制作プロデューサー
- とある魔術の禁書目録 - アニメーション制作プロデューサー

2009年
- ハヤテのごとく!! アツがナツいぜ 水着編!（OVA） - アニメーションプロデューサー
- ハヤテのごとく!! - アニメーションプロデューサー
- 大正野球娘。 - アニメーション制作プロデューサー
- とある科学の超電磁砲 - アニメーションプロデューサー

2010年
- 咎狗の血 - アソシエイトプロデューサー
- 俺の妹がこんなに可愛いわけがない - アソシエイトプロデューサー

2011年
- 魔法少女まどか☆マギカ - アソシエイト･プロデューサー
- Aチャンネル - アソシエイトプロデューサー
- Fate/Zero - アソシエイトプロデューサー

2012年
- 偽物語 - アソシエイトプロデューサー
- Aチャンネル+smile（OVA）- プロデューサー
- アラタなるセカイ 未来編（OVA） - プロデューサー
- ソードアート・オンライン - プロデューサー
- みのりスクランブル！（OVA） - 協力
- ギョ（OVA） - 協力

2013年
- 俺の妹がこんなに可愛いわけがない。 - プロデューサー
- ソードアート・オンライン Extra Edition （特別番組） - プロデューサー

2014年
- Go!Go!575（ショート） - プロデューサー
- 世界征服〜謀略のズヴィズダー〜 - プロデューサー
- 龍ヶ嬢七々々の埋蔵金 - プロデューサー
- 魔法科高校の劣等生 - プロデューサー

2015年
- 冴えない彼女の育てかた - プロデューサー
- ソードアート・オンラインII - プロデューサー
- 学戦都市アスタリスク - チーフプロデューサー

2016年
- ハイスクール・フリート - プロデューサー

2017年
- 劇場版 ソードアート・オンライン -オーディナル・スケール- - プロデューサー
- エロマンガ先生 - プロデューサー
- ハイスクール・フリート（OVA） - プロデューサー
- 冴えない彼女の育てかた♭ - チーフプロデューサー
- 劇場版 魔法科高校の劣等生 星を呼ぶ少女 - プロデューサー

2018年
- 君の膵臓をたべたい（映画） - プロデューサー
- グランクレスト戦記 - チーフプロデューサー
- ソードアート・オンライン オルタナティブ ガンゲイル・オンライン - 製作統括
- ソードアート・オンライン アリシゼーション - チーフプロデューサー（1-13話）、制作統括（14-24話）

2019年
- エロマンガ先生 OVA - プロデューサー
- ソードアート・オンライン アリシゼーション War of Underworld - 制作統括
- 冴えない彼女の育てかた Fine（映画） - チーフプロデューサー

2020年
- 劇場版 ハイスクール・フリート - チーフプロデューサー
- 22/7 - 制作統括
- 戦翼のシグルドリーヴァ - チーフプロデューサー
- 『ヒプノシスマイク-Division Rap Battle-』Rhyme Anima - 制作統括

2021年
- バック・アロウ - 企画協力
- 86-エイティシックス- - 制作統括
- 劇場版 ソードアート・オンライン -プログレッシブ- 星なき夜のアリア - 制作統括

2022年
- リコリス・リコイル - 制作統括
- Engage Kiss - 制作統括